# كاوري إيدا
كاوري إيدا (باليابانية: 飯田圭織) هي مغنية وممثلة يابانية، ولدت في 8 أغسطس 1981 بموروان في اليابان.

## وصلات خارجية
- كاوري إيدا على موقع IMDb (الإنجليزية)
- كاوري إيدا على موقع ميوزك برينز (الإنجليزية)
- كاوري إيدا على موقع ديسكوغز (الإنجليزية)
- كاوري إيدا على موقع قاعدة بيانات الفيلم (الإنجليزية)